# St Theresa's Football Club
Le St Theresas Football Club est un club de football basé à Gibraltar.

## Palmarès
- Championnat de Gibraltar de football (3)
  - Champion : 1987, 1988, 1998

- Coupe de Gibraltar de football (1)
  - Champion : 1995